# Massacre de Sărmașu
Le massacre de Sărmașu fait référence à la torture et au massacre de 165 personnes, principalement des Juifs, commis par des paramilitaires hongrois à Sărmașu, dans le comté de Cluj-Turda.
Après que la Roumanie a quitté les puissances de l'Axe et rejoint les Alliés pendant la Seconde Guerre mondiale, entre le 5 septembre et le 10 octobre 1944, Sărmașu a été occupée par les troupes hongroises alignées sur les nazis. Au cours de cette période, des gendarmes hongrois et des membres de la Garde nationale hongroise, dirigés par le capitaine de gendarmerie Lánczos László, ont tué 126 Juifs locaux (sur les 142 qui vivaient dans la ville à l'époque), ainsi que 39 Roumains, ces derniers étant principalement des prisonniers de guerre capturés lors des combats sur le tracé de l'Oarba de Mureș-Luduș-Gheja-Chețani, au cours de la Bataille de Turda (en).

## Le massacre

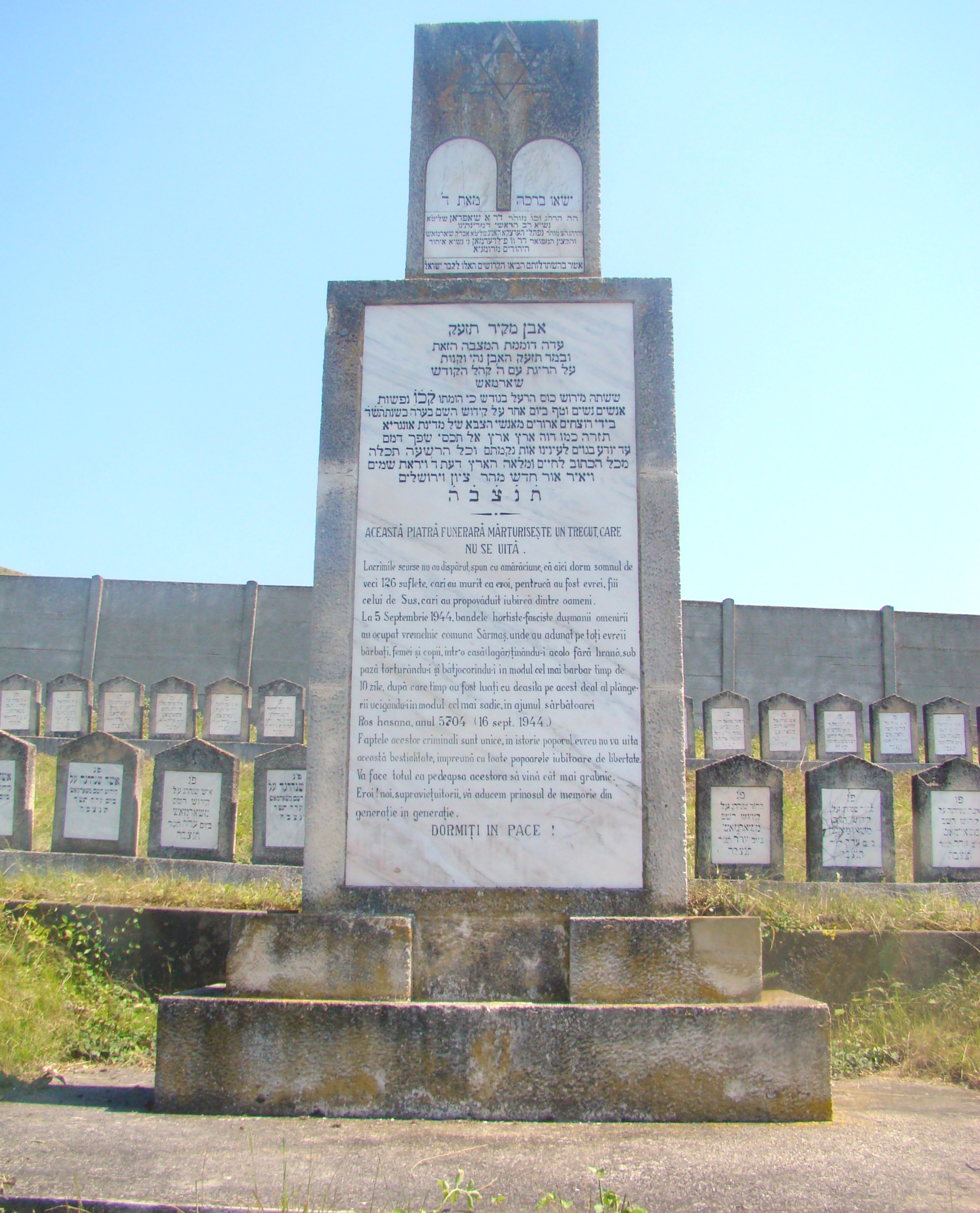
Cemetery of Jews killed by Horthysts in Sărmașu

La population hongroise de la région, qui soutenait la cause de la Hongrie, désireuse de récupérer l'ensemble de la Transylvanie, a commencé, avec la Garde hongroise, à piller les maisons des Juifs et des Roumains. Le 9 septembre 1944, une équipe de gendarmes hongrois a fait sortir de chez eux plusieurs Roumains qui avaient des fonctions importantes dans l'administration de la commune. Ces personnes ont été emmenées dans un camp improvisé à Sărmașu et ont été torturées pendant plusieurs jours. Selon la sentence rendue le 28 juin 1946 par le Tribunal du Peuple de Cluj, « dans le camp a été appliqué un traitement inhumain, consistant en des passages à tabac, des mauvais traitements et des exécutions mises en scène la nuit. Par exemple, une fois tous les Roumains ont été sortis du camp dans la cour, mis à genoux ("A l'église"), et, après cet exercice, tous, quel que soit leur âge, ont été forcés à se retourner jusqu'à l'épuisement ».
Dans l'après-midi du 16 septembre, les 126 Juifs qui se trouvaient dans le camp improvisé ont été transportés dans des calèches jusqu'à un endroit appelé Suscut et, dans la nuit du 16 au 17 septembre, ils ont été tués par des gendarmes et des soldats hongrois. Les corps des personnes tuées (31 hommes adultes, 52 femmes adultes et 43 enfants jusqu'à l'âge de 15 ans) ont été exhumés de deux fosses communes en février 1945. La commission médico-légale qui a procédé à l'autopsie des cadavres a conclu à une mort violente par balle et, dans le cas de plusieurs enfants, à une mort violente par asphyxie, ces derniers ayant été enterrés vivants.
Le 15 septembre 1944, quelques Roumains sont libérés et 18 autres sont déportés en Hongrie. Ils sont emmenés en camion à Cluj, où ils sont rassemblés et forcés de marcher, escortés par la police civile, en direction de Jibou puis de Budapest. L'un des déportés déclarés morts est Iuliu Moldovan, père de l'acteur Ovidiu Iuliu Moldovan (en). De même, le père Micu, un prêtre de près de 80 ans, a été tué. On ne connaît pas exactement le nombre de Roumains déportés qui ont perdu la vie.

## Sentence du Tribunal populaire de Cluj
Les enquêtes contre les responsables des massacres de Sărmașu et Luduș ont commencé en 1945 et se sont terminées en 1946. Le tribunal de Cluj a établi la responsabilité du massacre de Sărmașu : deux officiers de la gendarmerie (le capitaine Láncz László et le lieutenant Vecsey) et cinq sous-officiers (le sous-lieutenant Halasz, le sous-lieutenant Fekete, le sergent-major Szabo, le sergent Horváth István et le sergent Polgár) ont été reconnus coupables et condamnés à la peine de mort. Deux habitants ont été condamnés à des peines d'emprisonnement pour avoir participé au massacre : János Pánczél (soldat-gendarme de Sărmașu) et István Soós (membre de la Garde civile hongroise de Sărmașu) ont été condamnés à 20 ans et 5 ans de prison.